# مارسيا كلارك (كاتبة)
مارسيا كلارك (بالإنجليزية: Marcia Clark)‏ هي محامية وصحفية وكاتبة سيناريو وكاتِبة أمريكية، ولدت في 31 أغسطس 1953 في بيركيلي في الولايات المتحدة.

## وصلات خارجية
- الموقع الرسمي
- مارسيا كلارك على موقع IMDb (الإنجليزية)
- مارسيا كلارك على موقع إن إن دي بي (الإنجليزية)
- مارسيا كلارك على موقع قاعدة بيانات الفيلم (الإنجليزية)